# Tucker (cratère)
Tucker est un cratère lunaire situé à l'extrême Est de la face visible de la Lune au sud-ouest de la Mare Smythii. Le cratère Tucker est situé à l'ouest des cratères Lebesgue et Swasey et au sud-ouest du cratère Warner. Le contour du cratère Tucker est circulaire et pas érodé. L'intérieur du cratère a une forme de bol.
En 1979, l'Union astronomique internationale a donné le nom de Tucker à ce cratère en l'honneur de l'astronome américain Richard Hawley Tucker (en).